# ヤマハ・RS90ターゲット
ヤマハ・RS90 (アールエスきゅうじゅう) は、ヤマハ発動機が1990年4月から販売していたスクーターの車種名。
1989年、東京モーターショーに参考出品され、翌1990年4月に台湾ヤマハより1,000台限定で正規輸入され販売された。いわゆる縦型エンジンで、チャンプやジョグシリーズ中最高スペックを誇った。